# Міньйони (історія)

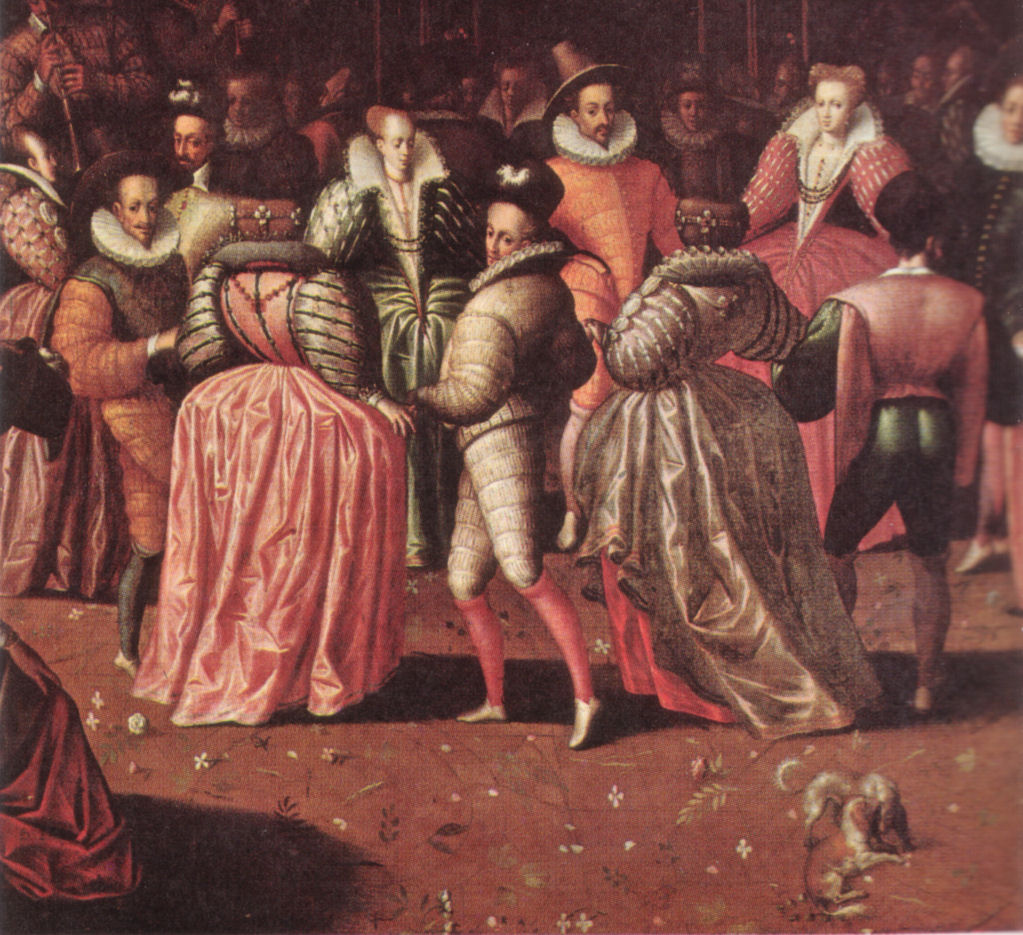
Бал при дворі Генріха III

Міньйо́н (фр. mignon — малюк, крихітка) — поширене в XVI столітті у Франції позначення фаворита, улюбленця високопоставленої особи. Йоган Гейзинга («Осінь Середньовіччя», гл.2) зазначає, що це явище формалізовано ще в XV столітті, як сентиментальна, в дусі часу («бургундської епохи»), видозміна традиції феодального васалітету, що вже помалу перероджувався в нові абсолютистські відносини. Міньйони при дворі виконували роль, середню між радниками, стражниками і членами почту.

## Історія

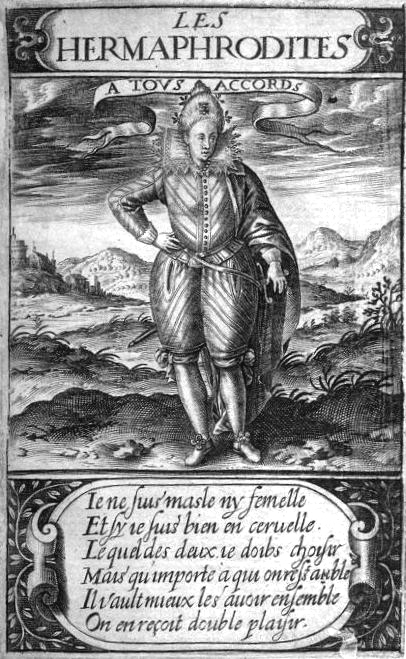
Карикатура на міньйонів, що висміює жіночність їхнього одягу й зачісок

Найбільше прославилися міньйони Генріха III. Віддані королю молоді люди шокували двір веселими і зухвалими витівками, гучними застіллями й амурними пригодами. Ходили чутки, що король перебував з ними в любовному зв'язку, проте документальних підтверджень цьому майже не збереглося — цілком можливо, що чутки про це розпускали вороги Генріха, такі, як герцог де Гіз.
Постійним об'єктом насмішок були «жінкоподібні» наряди міньйонів (завите волосся, широкі брижі — рід жабо) і їхня непомірна зарозумілість. Король, готовий виконати будь-яку примху своїх улюбленців, обдаровував їх титулами і землями, що викликало гнів і у дворян, і в простого народу.
Важким ударом для Генріха стала знаменита «дуель міньйонів», у якій двоє з його фаворитів загинули, а третій був важко поранений і помер пізніше. Король спорудив у пам'ять про полеглих чудову усипальницю.
В останні роки улюбленцями короля залишалися Анн де Жуаєз і Ногаре д'Епернон. Їх обох він зробив герцогами й перами.
Історія відносин Генріха III і міньйонів стала однією з головних тем романів Олександра Дюма-батька «Графиня де Монсоро» і «Сорок п'ять», а також його п'єси «Двір Генріха III».

## Міньйони Генріха III

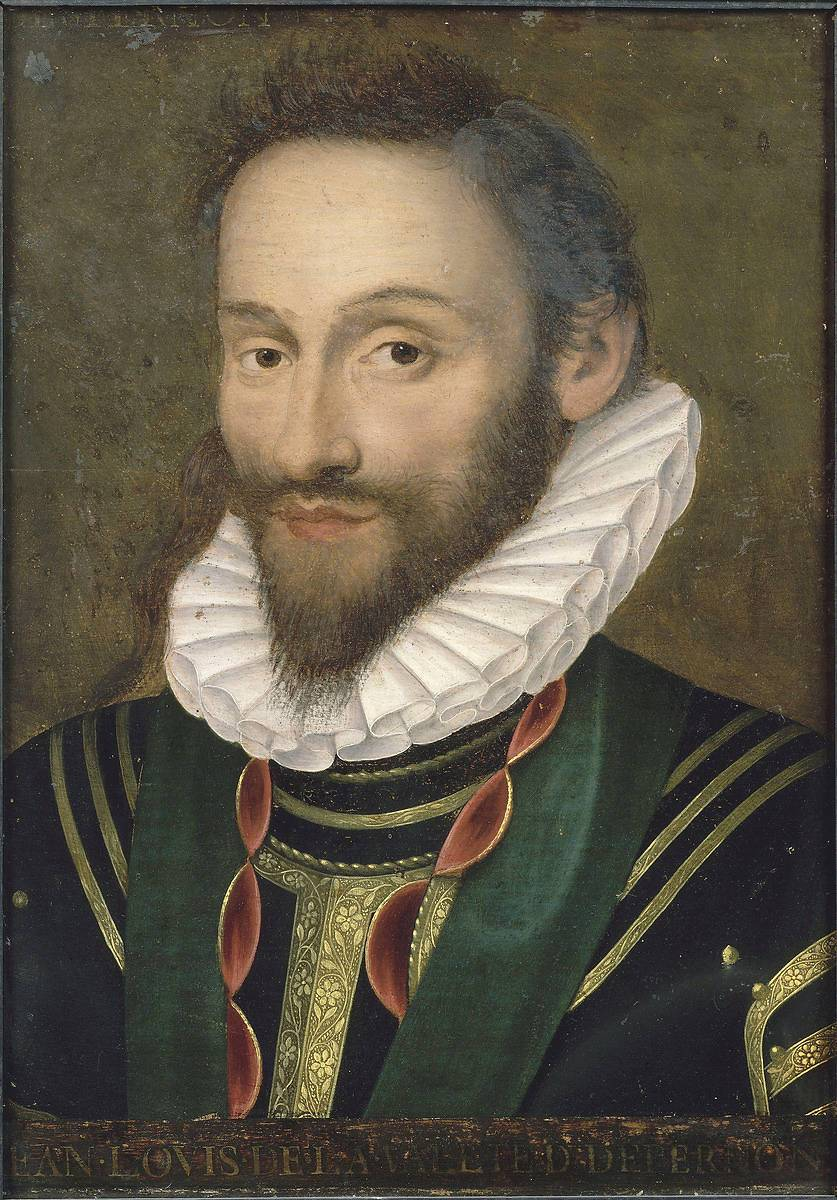
Жан-Луї Ногаре де Ла Валетт герцог д'Епернон, міньйон короля Генріха III

- Франсуа д'Епіне, сеньйор де Сен-Люк
- Жак де Леві, граф де Келюс (убитий на «дуелі міньйонів»)
- Луї де Можирон, маркіз д'Ампуї (убитий на «дуелі міньйонів»)
- Жорж (Георг) де Шомберг (убитий на «дуелі міньйонів»)
- Гі д'Арсе, барон де Ліваро (кузен Можирона)
- Анрі де Сен-Сюльпіс (кузен Келюса)
- Франсуа д'О, генеральний суперінтендант (сюрінтендант) фінансів
- «архіміньйон» Жан-Луї Ногаре де Ла Валетт герцог д'Епернон на прізвисько «напівкороль»
- «архіміньйон» Анн де Батарне, герцог де Жуаєз, барон д'Арк, адмірал Франції

Міньйонів мали також інші вельможі того часу. Ось деякі з них:

## Міньйони Франсуа, герцога Анжуйського (анжуйці)
- Жозеф Боніфас де Ла Моль[ru] (передбачуваний коханець королеви Марго)
- Аннібал де Коконас[fr]
- Луї де Клермон, сеньйор де Бюссі д'Амбуаз[ru]

## Міньйони герцога де Гіза (гізари)
- Шарль де Бальзак, барон д'Антраг
- Франсуа д'Еді, віконт де Рібейрак
- Гі д'Арсе, барон де Ліваро[ru] (учасник «дуелі міньйонів»)